# GNU Assembler
GNU Assembler (GAS) – wolny asembler tworzony przez Projekt GNU. Jest on domyślnym back-endem GCC, jak i częścią pakietu GNU Binutils.
GAS używa składni AT&T, ale od wersji 2.10 można ją zmienić na składnie Intela dodając na początku pliku linijkę .intel_syntax.